# Ловичский повет
Ловичский повят (пол. Powiat łowicki) — повят (район) в Польше, входит как административная единица в Лодзинское воеводство. Центр повята — город Лович. Занимает площадь 987,13 км². Население — 79 631 человек (на 31 декабря 2015 года).

## Административное деление
- города: Лович
- городские гмины: Лович
- сельские гмины: Гмина Белявы, Гмина Хонсьно, Гмина Доманевице, Гмина Керноза, Гмина Коцежев-Полуднёвы, Гмина Лович, Гмина Лышковице, Гмина Неборув, Гмина Здуны

## Демография
Население повята дано на 31 декабря 2015 года.
| Перепись            | Всего | Мужчины | Женщины |
| ------------------- | ----- | ------- | ------- |
| Всего               | 79631 | 38608   | 41023   |
| Городское население | 28936 | 13664   | 15272   |
| Сельское население  | 50695 | 24944   | 25751   |